# Gastroleccinum
Gastroleccinum es un género de hongo en la familia Boletaceae. Es un género monotipo, cuya única especie es  Gastroleccinum scabrosum. El género fue circunscripto por Harry Delbert Thiers en 1989.